# Sito archeologico Forca di Ancarano
Il sito archeologico Forca di Ancarano è situato sull'omonimo passo di montagna tra il Piano di Santa Scolastica e la Valle del Campiano nel comune di Norcia (Perugia) nella regione Umbria in Italia. In quest'area sono stati ritrovati i resti di un santuario utilizzato tra il VI sec. a.C. e la metà del I sec. a.C. Ebbe una sistemazione monumentale solo alla fine del IV sec. a. C., con la costruzione di un sacello. Si tratta di un santuario d'altura di tipo italico, della tipologia diffusa in Umbria e nella Sabina, caratterizzato dalla vicinanza di un recinto fortificato, di un corso d'acqua e di tombe emergenti.

## Etimologia
- Forca: passo o valico di montagna.
- Ancarano: sembra derivare dal nome di un possidente terriero, dal latino Anc(h)arius, nome di gens romana attestata epigraficamente in zona.

## Geografia
Il Santuario di Ancarano è situato su un valico tra le vallate di Norcia e Campi, attiguo ai corsi del fiume Nera e del fiume Corno. Il santuario si colloca sull'antica Via Vissana che giungendo da Norcia attraversava la Forca di Ancarano e arrivava al santuario. Da lì si aprivano tre percorsi principali: verso nord si arrivava in Sabina, ad ovest si giungeva nella Valle di Fiano e nella Valle Castoriana e verso sud-est si arrivava a Castelluccio e alla Valle del Tronto. Attualmente il santuario è raggiungibile dalla Strada Provinciale 476/2.

## Storia

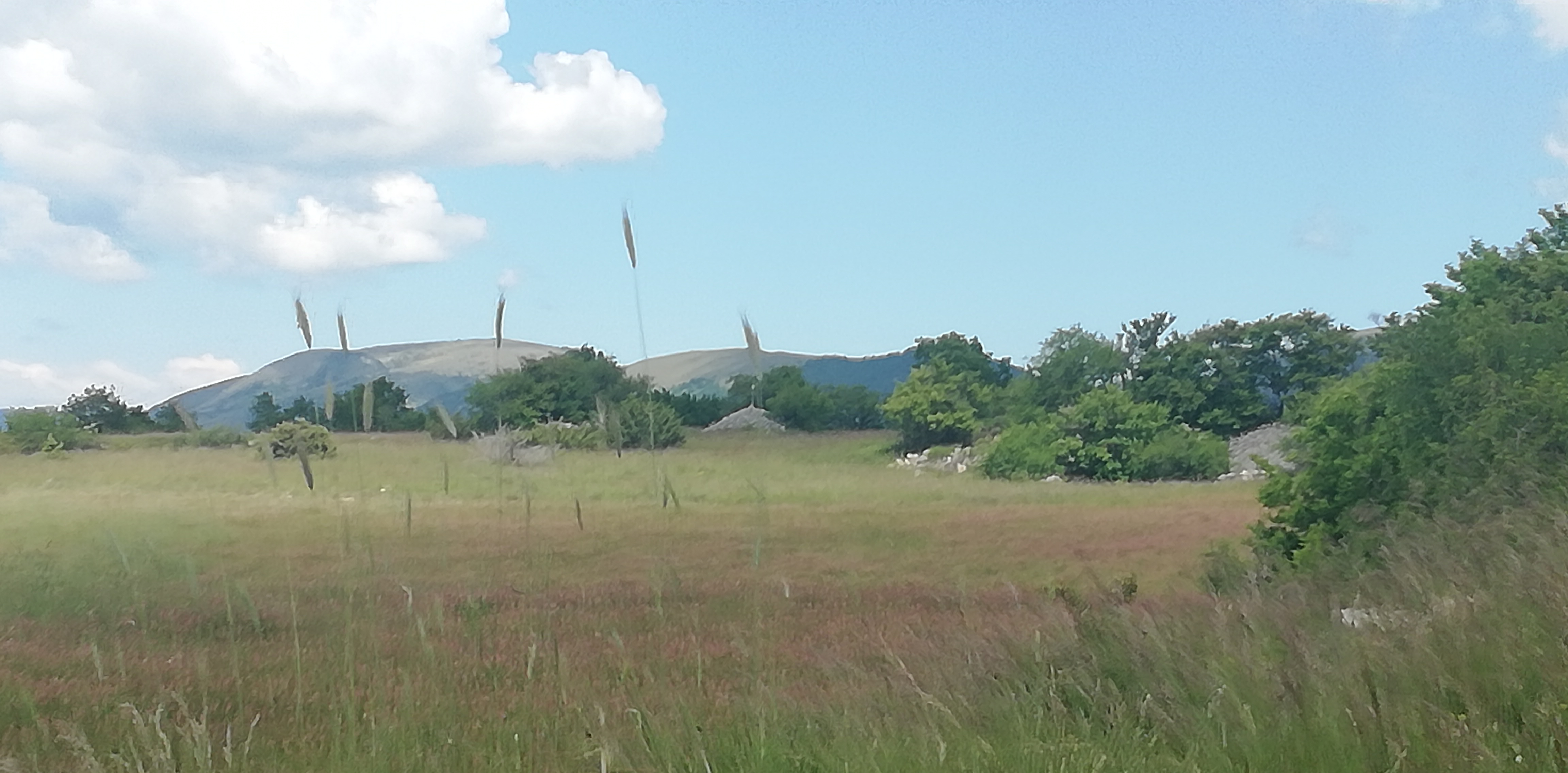
Vista dal sentiero lungo la Statale 476

Il santuario inizia ad essere utilizzato nel VI sec. a.C. L'area veniva frequentata come luogo di incontro per i commerci, feste e avvenimenti comunitari, lungo la principale via di comunicazione tra le due vallate di Santa Scolastica e del Campiano, nel crocevia che collegava da un lato Camerino e dall'altro Ascoli Piceno. L'ubicazione lungo vie di comunicazione e traffici commerciali di rilevante importanza per la regione ne ha favorito l'utilizzo per lunghi secoli. Dopo che la Sabina viene conquistata dai romani nel 290 a.C., questo luogo viene frequentato ancora almeno fino al I sec. a.C. quando ancora vengono offerti alla divinità monete e oggetti in terracotta. Dopo questo periodo il santuario viene abbandonato. Ultima testimonianza di frequentazione del luogo è la base di una piccola struttura templare datata al II sec. d.C. circa. La de-funzionalizzazione del luogo di culto è attestata dall'abbandono definitivo di alcuni edifici abitativi sul terrazzamento sovrastante attestati negli scavi dell'Ottocento di Guardabassi.

## Descrizione
Il santuario è costruito con un sistema di terrazzamenti. Un recinto fortificato, costituito da mura a secco, delimitava una grande area aperta. Sul lato nord-est, all'esterno di tale recinto, vi era l'area sacra, in cui sorgeva il sacello templare (edificato alla fine del IV sec. a. C.) e in cui sono state rinvenute diverse fosse votive. Nella medesima area gli scavi ottocenteschi hanno messo in luce anche una piccola necropoli, formata da cinque tombe. Il luogo di culto era protetto a nord-est e a sud da un corso d'acqua; nelle vicinanze era presente una sorgente.

### Scavi
I primi scavi risalgono alla fine dell'Ottocento (precisamente 1878 e 1880) e furono effettuati da Mariano Guardabassi. Si identificarono un santuario ed una piccola necropoli. Gli scavi successivi furono condotti da Manconi e De Angelis nel 1987 e ancora nel 1979 da Schippa. Negli scavi del 1994 e in quelli clandestini del XX secolo si scoprirono altri strati che chiarirono la funzione del santuario di tipo italico.  Nel 2011 fu effettuato un nuovo scavo ad opera della Soprintendenza Archeologia Belle Arti e Paesaggio dell'Umbria in una parte dell'area a est, oltre il tempio. In questo scavo si rinvenne una serie di piccole fosse votive con frammenti di ceramica e ossa di piccoli animali. Si tratta nello specifico di dodici fossette circolari (20/40 cm di diametro) erano scavate in un terreno argilloso, rivestite con terra pressata e delimitate da pietre di varie dimensioni. In alcune fosse sono stati rinvenuti oltre ai frammenti ceramici anche piccole parti di metallo. Le fosse votive erano probabilmente state utilizzate per onorare gli dei attraverso sacrifici e doni. I materiali ceramici rinvenuti erano tipici dell'Italia centrale di epoca ellenistica (tra il IV e il III sec. a.C.).

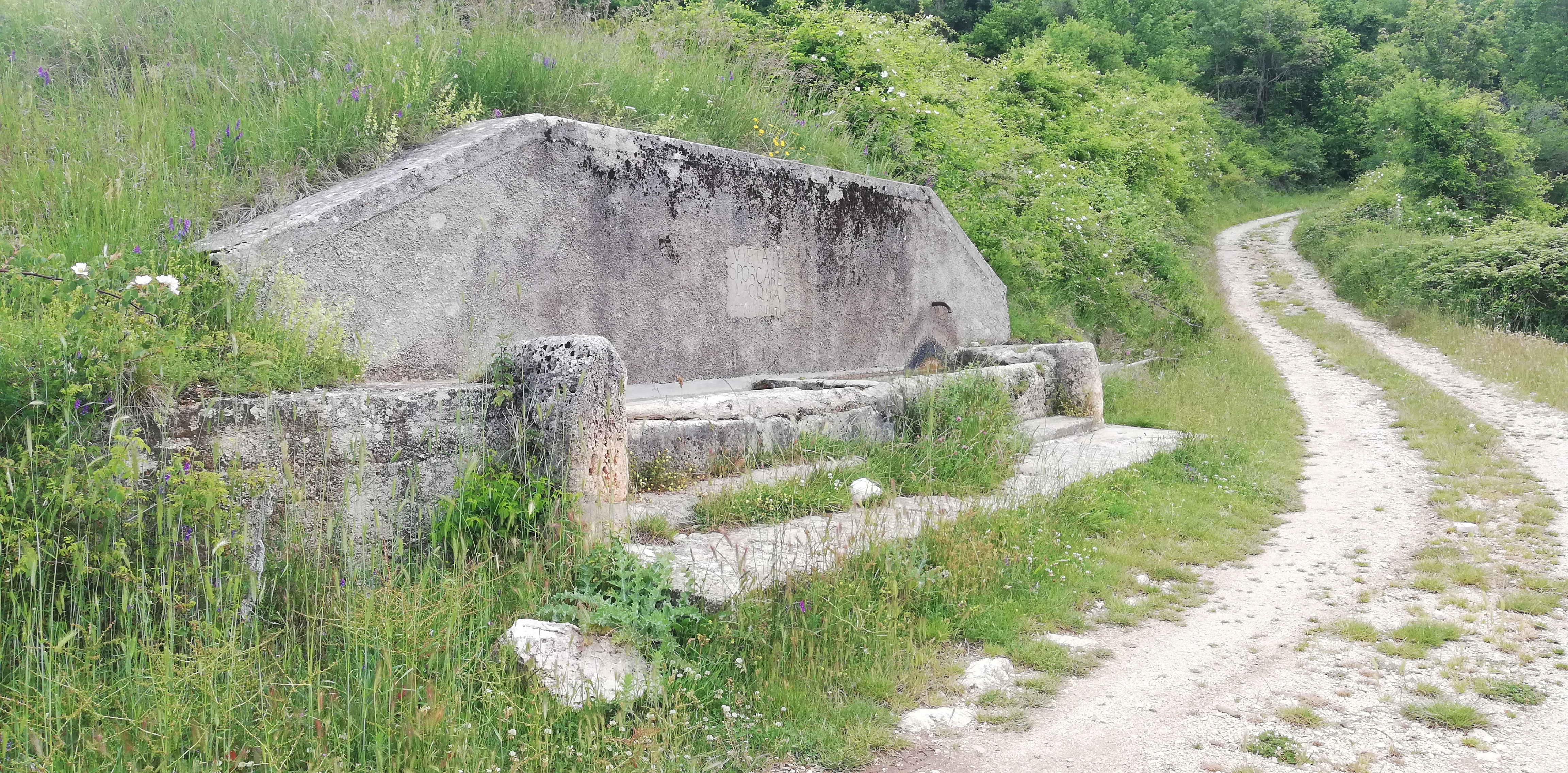
Fonte d'acqua all'inizio del percorso che porta alla Forca di Ancarano.

### Materiali
Gli scavi che sono stati effettuati nel corso del tempo dalla fine dell'Ottocento al 2011 hanno portato alla luce diversi materiali.
La maggior parte sono considerati doni votivi: statuette in bronzo (in lamina intagliata o in bronzo fuso, di tipo umbro-sabellico o di tipo etrusco, raffiguranti anche il Marte italico o divinità femminili con melograno); piccoli scudi in bronzo; accette in ferro; utensili in ferro; fibule di bronzo; ornamenti femminili; abbondanti reperti ceramici d'impasto e in vernice nera di produzione etrusca e laziale; aes rudes, pre-monete di diverse forme di interpretazione incerta; monete di età repubblicana; oggetti in terracotta; due pocula con iscrizioni dipinte di tipo arcaico dedicate a divinità romane in questo caso in particolare a Vulcano e Mercurio (divinità legate a varie attività tra cui quelle artigianali, commerciali e politiche).

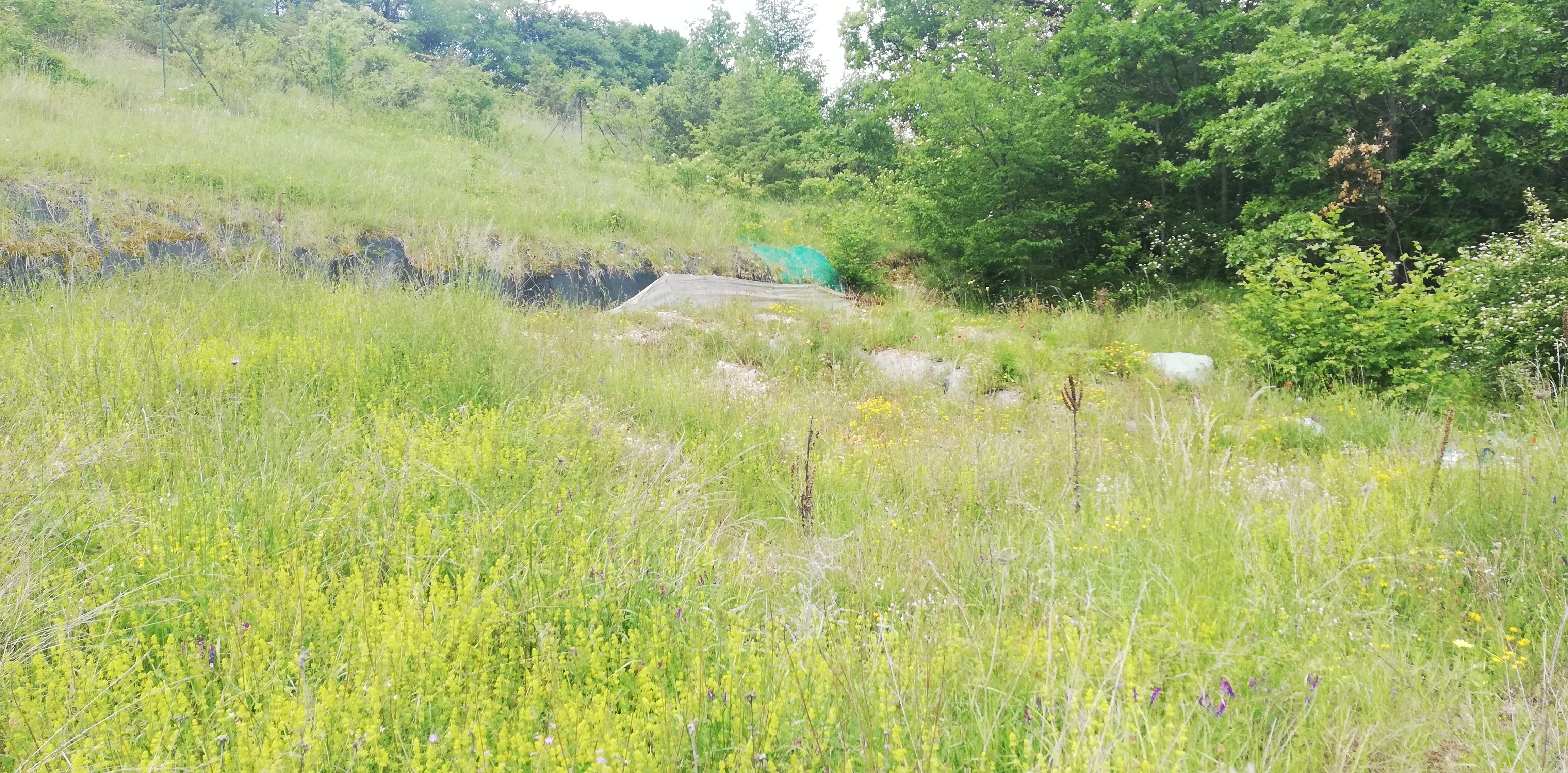

Le offerte votive sono databili in gruppi:
- Del VII-VI sec. a.C. sono le fibule, i dischi ornamentali, i bronzetti e la ceramica di produzione locale, tutti oggetti appartenenti alla cultura centro-appenninica;
- Del IV-III sec. a.C. sono le ceramiche di produzione laziale, i bronzetti etruschi, la ceramica in vernice nera e le monete.[2]

Dall'ultimo scavo del 2011 provengono:
- Serie di coppe in bucchero grigio realizzate al tornio (fine VI – V sec. a.C.);
- Numerosi esemplari di vasellame a vernice nera (prima metà del III sec. a. C.);
- Un gruppo di vasi attici (skyphoi, imitazioni etrusche) a vernice nera con decorazione sovradipinta in bianco o in rosso con linee orizzontali parallele sotto l'ansa e rami di ulivo sulla vasca (fine IV sec. a.C. – metà del III sec. a.C.);
- Un'altra serie di skyphoi a vernice nera con decorazione sovradipinta in bianco o in rosso con decorazioni di petali e una palmetta (fine IV sec. a.C. – metà del III sec. a.C.);
- Un poculum decorato con motivi vegetali (fine IV sec. a.C. – prima metà del III sec. a.C.);
- Una coppa di notevoli dimensioni con decorazioni di motivi geometrici e vegetali sovradipinti in rosso-bruno sul colore naturale dell'argilla (metà IV – III sec. a.C.)
- Esemplari di vasellame di ceramica di impasto comune con forme di coppa e olla, (ultimi decenni del IV ai primi decenni del III sec. a.C.), probabilmente copie di ceramica in vernice nera della prima metà del III sec. a.C.
- Tre bronzetti a figura umana: due figure maschili e una femminile offrenti con il corpo allungato e appiattito con braccia e gambe allargate con solchi alle estremità per indicare mani e piedi (oltre gli inizi del IV sec. a.C.)

Questi materiali sono esposti nel Museo archeologico nazionale dell'Umbria.